# توپوایزومراز
توپوایزومرازها (انگلیسی: Topoisomerase) آنزیم‌هایی هستند که مشکلات ساختاری دی‌ان‌ای را، در خلالِ همانندسازی، رونویسی، و نوترکیبی ژنی، با ایجاد برش‌های موقت تک‌رشته‌ای یا دورشته‌ای در آن برطرف می‌کنند. علاوه بر این، این آنزیم‌ها میزان پیچش دی‌ان‌ای را برای تسهیل برهم‌کنش‌های آن با پروتئین‌ها تنظیم می‌کنند. عبور رشته‌های دی‌ان‌ای از توپوایزومرازها از پیچش بیش‌ازحد یا بازشدنِ ناکافی آن‌ها در فرایندهای دگرگشتی جلوگیری می‌کند.
دلیل اصلی نیاز به توپوایزومرازها، ساختار مارپیچ دورشته‌ای دی‌ان‌ای است. در اکثر فرایندهایی که نیاز به دسترسی به اطلاعات ذخیره‌شده در دی‌ان‌ای دارند، دو رشته دی‌ان‌ای باید به صورت موقت (فرایندهای رونویسی یا نوترکیبی ژنی) یا دائمی (فرایند همانندسازی) از یکدیگر باز شوند. اگر در خلالِ این فرایندها از شدت درهم‌تنیدگی دو رشته دی‌ان‌ای کاسته نشود، این پیچ‌خوردگی می‌تواند موجب توقف همانندسازی دی‌ان‌ای یا ساخت آران‌ای موجود در آن فرایند شود.
به‌منظور جلوگیری و اصلاح این مشکلات ساختاری که به‌واسطهٔ مارپیچ دورشته‌ای ایجاد می‌شود، توپوایزومرازها به مولکول دی‌ان‌ای متصل می‌شوند و ستون فسفاتی یک یا هر دو رشته را می‌بُرند. این برش میانی موجب می‌شود رشته دی‌ان‌ای از درهم‌تنیدگی یا پیچش شدید خارج شود و پس از پایان مراحل کار، ستون دی‌ان‌ای دوباره به آن متصل می‌شود. از آن جایی که ترکیب کلی شیمیایی یا اتصالات دی‌ان‌ای، تغییری نمی‌کند، سوبسترای و محصول نهایی دی‌ان‌ای همپار یکدیگر هستند که تنها در توپولوژی کلی‌شان با یکدیگر متفاوتند و نام‌گذاری این آنزیم‌ها از همین واقعیت ناشی می‌شود. در واقع توپوایزومرازها، آنزیم‌های ایزومرازی هستند که بر روی توپولوژی دی‌ان‌ای اثر می‌کنند.

## اکتشاف
توپوایزومرازها اولین بار در سال ۱۹۷۱ توسط جیمز سی. وانگ با شناسایی توپوایزومراز نوع ۱ در باکتری E.Coli کشف شدند. در حین بررسی درهم‌تنیدگی‌های منفی دی‌ان‌ای، وانگ متوجه شد که یکی از یاخته‌های آزمایشی‌اش فاقد درهم‌تنیدگی منفی است. پس از چند ماه انجام کروماتوگرافی، وانگ موفق شد آنزیمی را که موجب ازبین‌رفتن درهم‌تنیدگی‌ها می‌شد، جداسازی کند. او نام این پروتئین را ω گذاشت.
در سال ۱۹۷۶، دومین توپوایزومراز در باکتری E.Coli کشف شد. این آنزیم، که با نام توپوایزومراز نوع ۲ شناخته می‌شود، هم یک توپوایزومراز و هم یک ای‌تی‌پی‌ایز وابسته به دی‌ان‌ای بود. این آنزیم می‌توانست در حضور ای‌تی‌پی ساختار دایره‌ای دی‌ان‌ای را به صورت منفی پیچش دهد و در غیاب ای‌پی‌تی، پیچش منفی دی‌ان‌ای را به آرامی آزاد کند.

## انواع
آنزیم‌های توپوایزومراز به دو خانواده کلی تقسیم می‌شوند:
- خانواده نوع ۱
- خانواده نوع ۲

### خانواده نوع ۱
آنزیم‌های نوع ۱ یک رشته دی‌ان‌ای را از برش ایجاد شده در رشته مقابل عبور می‌دهند. به بیان دیگر، توپوایزومرازهای نوع ۱ تنها یکی از رشته‌های دی‌ان‌ای را برش می‌دهند. این خانواده از توپوایزومرازها به دو زیرخانواده نوع ۱آ و ۱ب تقسیم می‌شوند. در صورتی که پروتئین به فسفاتِ ۵' رشته دی‌ان‌ای متصل شود، در زیرخانواده ۱آ و در صورتی که به فسفات ۳' رشته دی‌ان‌ای متصل شود، در زیرخانواده ۱ب قرار می‌گیرد.

#### زیرخانواده نوع ۱آ
تمامی آنزیم‌های این گروه، مونومر هستند. این آنزیم‌ها یک برهم‌کنش کووالانسی فسفودی‌استر ۵' با سایت فعالِ تیروزین در انتهای رشتهٔ دی‌ان‌ای ایجاد می‌کنند.
این گروه از آنزیم‌ها شباهت‌های بسیاری با توپوایزومرازهای خانواده نوع ۲ دارند.

#### زیرخانواده نوع ۱ب
این آنزیم‌ها یک برهم‌کنش کووالانسی با سایت فعالِ تیروزین بر روی آنزیم و فسفات ۳' در رشتهٔ دی‌ان‌ای ایجاد می‌کنند. توپوایزومرازهای نوع ۲ب برای این کار از یک سازوکار دورانی بهره می‌برند.

### خانواده نوع ۲
آنزیم‌های توپوایزومرازی که هر دو رشته دی‌ان‌ای را برش می‌دهند، در خانواده نوع ۲ قرار می‌گیرند. تمامی آنزیم‌های این خانواده دیمر هستند. آن‌ها به دو رشتهٔ دی‌ان‌ای متصل می‌شوند و هر جفت آن‌ها را برش می‌دهند. این برش با استفاده از یک برهم‌کنش کووالانسی بین اجزای دیمر و فسفات ۵' دی‌ان‌ای انجام می‌شود. این واکنش دو سرِ دی‌ان‌ایِ برش‌خورده را از هم جدا می‌کند. بعد از این واکنش، ناحیه‌ای از همان دورشتهٔ دی‌ان‌ای یا دورشتهٔ دیگر، از میان ناحیهٔ بازشده عبور می‌کنند.

## کارکرد
هر یک از انواع مختلف توپوایزومرازها کاربرد خاصی در تغییرات دی‌ان‌ای دارند:

### سست‌کردنِ دی‌ان‌ای
توپوایزومرازهای نوع ۱ مشکل فشار ایجادشده هنگام درهم‌تنیدن و بازشدن رشته‌های دی‌ان‌ای را حل می‌کنند. این آنزیم‌ها دور دی‌ان‌ای می‌پیچند و یک برش در یکی از رشته‌های آن ایجاد می‌کنند. پس از آن، در حالی که آنزیم ناحیهٔ آسیب‌دیده را نگه داشته‌است، مارپیچ می‌چرخد و درهم‌تنیدگی‌های بیش‌ازحد آن از هم باز می‌شوند. زمانی که دی‌ان‌ای ثابت می‌شود، توپوایزومراز رشتهٔ شکسته‌شده را مجدداً متصل می‌کند و دورشته‌ای مارپیچ دی‌ان‌ای بازیابی می‌شود.

### بازکردنِ درهم‌تنیدگیِ دی‌ان‌ای
توپوایزومرازهای نوع ۲ در بازکردن درهم‌تنیدگی دی‌ان‌ای داخل هسته تخصص دارند. به‌طور مثال زمانی که یاخته در حال تقسیم‌شدن است، دو رونوشت از هر کروموزوم باید جدا شوند. در حین انجام این فرایند، ممکن است بخش‌هایی از کروموزوم‌های خواهر دور یک‌دیگر حلقه شوند. توپوایزومراز نوع ۲ با عبوردادن مارپیچ‌ها از داخل یک‌دیگر، این مشکل را حل می‌کند. این آنزیم هر دو رشتهٔ یک مارپیچ دوتاییِ دی‌ان‌ای را می‌بُرد و رشتهٔ دیگر را از فاصلهٔ ایجادشده عبور می‌دهد. به این ترتیب درهم‌تنیدگیِ ایجادشده از هم باز می‌شود و در نهایت با اتصال دوبارهٔ قسمت‌های بریده‌شده، دی‌ان‌ای را بازیابی می‌کند.

## اهمیت بالینی
بسیاری از داروهای مهم ضدسرطان و ضدباکتری با واسطهٔ توپوایزومرازها عمل می‌کنند. آنتی‌بیوتیک فلوروکینولون با ایجاد اختلال در عملکرد توپوازومراز نوع ۲ در باکتری کار می‌کند.
فرایندهای بازشدن و سست‌شدنِ دی‌ان‌ای برای بقای دی‌ان‌ای حیاتی هستند. در صورتی که این فعالیت این آنزیم‌ها دجار اختلال شود، یاخته با مشکلاتی در همانندسازی و  تقسیم یاخته‌ای مواجه می‌شود. در شیمی‌درمانی سرطان با ایجاد مانع در عملکرد توپوایزومرازها، باعث ازبین‌رفتن یاخته‌هایی که سرعت تقسیم آن‌ها زیاد است، می‌شوند. به‌طور مثال داروهایی مانند دوکسورابیسین و دانوروبیسین به توپوایزومرازهای نوع ۲ حمله می‌کنند.